# 不作为
不作为，是一类法律术语，是指行为人负有实施某种行为的特定义务，能够履行而不履行。與之相對的法律行為還有作為與放任。

## 民法
在民法的绝对民事法律关系中，一方权利人享有支配权，义务人负有不作为的义务（不侵害支配权）。

## 刑法

### 概念
行为人消极的不去实施自己有义务实施的行为。

### 条件
- 行为人负有实施某种积极行为的义务，这是构成不作为犯罪的前提。
- 行为人能履行特定义务而未履行。法律不能给人们强加力所不能及的义务，需要具有履行的实际可能性。
- 由于行为人未履行特定义务而造成或可能造成一定的危害结果。如果行为人积极作为，结果也会发生的话，那么就表明不具有结果可避免性。此时无论行为人有没有履行作为义务，都不构成犯罪。如果行为人履行作为义务，就能够避免结果的发生，这就表明具有结果可避免性。此时行为人不履行作为义务的，便成立犯罪。

### 不作为义务来源
1. 法律明文规定的义务。
2. 行为人的职务上或业务上要求履行的义务。如值班医生有为病人治病的义务，消防队员有救火的义务。
3. 法律行为引起的义务。（如合同行为）
4. 先行行为引起的义务。这种义务是指由于行为人的行为而使刑法所保护的社会关系处于危险状态时，行为人负有采取有效措施排除危险或防止结果发生的特定义务。比如汽车司机在交通肇事后，有及时救助伤员的义务；成年人带小孩去游泳，负有保护小孩安全的义务。

### 表现
- 纯正的不作为犯：刑法明文规定只能由不作为构成的犯罪，如遗弃罪。
- 不纯正的不作为犯：指行为人以不作为的形式实施的，通常为作为形式的犯罪。例如父亲不救助未成年落水儿子的不作为故意杀人罪。

刑法意义上的不作为就是指刑法所要求的的作为义务为标准，区分出作为与不作为。

## 行政法
在行政法律意义上，作为是指以消极作为的方式表现出来的行政行为。